# Zottegem
Zottegem là một đô thị tọa lạc ở Bỉ and more particularly in Flanders, trong tỉnh Oost-Vlaanderen. Đô thị này bao gồm thành phố Zottegem và các thị xã Elene, Erwetegem, Godveerdegem, Grotenberge, Leeuwergem, Oombergen, Sint-Goriks-Oudenhove, Sint-Maria-Oudenhove, Strijpen và Velzeke-Ruddershove. Tại thời điểm ngày 1 tháng 1 năm  2006 Zottegem có tổng dân số 24.548 người. Tổng diện tích là 56,66 km² với mật độ dân số là 433 người trên mỗi km².

## Dân địa phương nổi tiếng
- Lamoral, Count of Egmont, tướng và chính khách
- Patricia de Martelaere (sinh năm ở Zottegem), nhà văn